# Håvard Solbakken
Håvard Solbakken (9 agosto 1973) è un ex fondista norvegese.

## Biografia
In Coppa del Mondo debuttò il 15 marzo 1997 a Oslo (62°) e ottenne il primo podio il 28 dicembre 1999 a Garmisch-Partenkirchen (2°).
In carriera prese parte a un'edizione dei Campionati mondiali, Lahti 2001, vincendo una medaglia.

## Palmarès

### Mondiali
- 1 bronzo:
  - 1 oro (sprint a Lahti 2001)

### Coppa del Mondo
- Miglior piazzamento in classifica generale: 22º nel 2000
- 5 podi (4 individuali, 1 a squadre[1]):
  - 2 secondi posti (individuali)
  - 3 terzi posti (2 individuali, 1 a squadre)